# 身份认同
身份认同（英語：self-identity），又稱為自我認同，是心理学和社会学的一个概念，指一个人对于自我特性的表现，以及与某一群体之间所共有观念（国籍或者文化）的表现。身份认同的类型大致可分为：拒绝、漂流、搜寻、保卫和坚定。身份与鉴定不同，身份是自我的标签，而鉴定是指一个分类的过程。身份是在心理学上构成一个人（自我身份）或群体（特定的社会类别或社会群体）的特质，信念，个性，相貌和/或表達。身份認同会因历史、文化和政治而改变。对身份进行分类可以是正面的或具有破坏性的。

## 定義
心理身份与自我形象（一个人對自我的心理模型），自尊和个性有关。 因此，Weinreich给出了以下定义：
“一个人的身份被定义为一个人的自我建构的整体，其中一个人在当下自我诠释的方式，表达了一个人如何像过去那样自我诠释与一个人如何渴望未來自我的模樣之间的连续性。”
这允许对身份的各个方面进行定义，例如：“一个人的种族身份被定义为一个人的建构自我整体的一部分，由一个人祖先的血统和一个人的未來期望中與他種族之間的關係構成。
性别认同构成了身份认同在心理学中的重要组成部分，因为它在很大程度上决定了人们如何看待自己作为一个個體以及与他人，思想和自然的关系。 身份的其他方面，例如种族，宗教，种族，职业等也可能或多或少地具有重要意义，或者在某些情况下具有重要意义，而在另一些情况下则不显著（Weinreich＆Saunderson 2003 pp 26–34）。 在认知心理学中，“身份”一词是指自我反思和自我覺知的能力（Leary＆Tangney 2003，第3页）。
社会学对角色行为的概念给予了一些重要解释。 身份协商的概念可能源自于通过个人经验對社会角色的學習。 身份协商是一个人与整个社会就其身份的含义广泛地討論的过程。

## 強認同實驗
波蘭社會心理學家Henri Tajfel曾做過一個有趣實驗，佐證人類產生團體認同有多容易，且多快時間會對異團體產生仇恨。
第一階段
他從英國布里斯托市找來16名十四歲到十六歲青少年，分成八人一組的兩組，播放一個電視上有一團團小黑點，之後要他們估算黑點數量寫在紙上。之後告知他們有人喜歡高估而有人喜歡低估。
第二階段
實驗者假裝批改答案紙後將少年一次一個帶入房間單獨說話，告知每一個人被分為高估組或低估組，然而實際上這分配是隨機的，根本無人去仔細查閱答案紙只是裝模作樣也根本無人算過電視上黑點。但這單獨談話安排有一效應就是每一少年並不知道別人被分為哪一組。
第三階段
之後實驗正式開始，房間內少年被要求寫一張答卷上有三道問題
- 第一認為此次實驗自己該拿多少錢，通常有10個從低到高的等級可選，例如5元、8元、10元..類推。
- 第二會給一個無姓名的其他實驗者代碼，但後面加註該人屬於高估組，例如「第7號實驗者-高估組」要求回答該給此人多少錢，同時告知這一題不會影響自己拿到的錢。
- 第三與上雷同，只是加註該人屬於低估組

實驗結論發現幾乎所有人都會選給自己同一組的人遠高於敵對組的人錢數，人性如此容易被操作分為敵方和我方，且必須幫我方自己人。即使自己被分組的來源基礎是瞎編的也從未考證，且也完全不知自己的「我方者」是誰，只看到題目上一個代號，僅因為加註他和你是同樣答出高估黑點數這一共性，人就產生敵我意識和團體認同感。